# 寿岳章子
寿岳 章子（じゅがく あきこ、1924年1月2日 - 2005年7月13日）は、日本の国語学者・エッセイスト・社会活動家。

## 経歴・人物
寿岳文章・寿岳しづ夫妻の長女として京都府に生まれる。弟は天文学者の寿岳潤。
旧制京都府立第一高等女学校、旧制京都府立女子専門学校を経て、1946年（昭和21年）に東北帝国大学法文学部を卒業、京都大学大学院へ進学。京都府立大学助教授、教授として同大学に36年間勤務。
墓所は南禅寺慈氏院。

## 業績
寿岳の研究業績としては、室町時代の口語資料である抄物の研究が挙げられる。寿岳は抄物の語句や文章形態や文法構造について、抄物を語った人物の声として捉えようとした。あくまでも生きた人間の言葉に目を向け、抄物それ自体の言葉に深く切り込んで、その性格を解明して資料性を保証したのである。
また寿岳は日本語と女性の人生との関係を明確にした。女性語によっていかに日本の女性が喘いできたかを具体例とデータで示しながら説き進める姿勢には、まだジェンダーの概念が入っていなかった頃より本質を見据えていた。
さらに護憲・反核、まちづくり、福祉、女性差別是正などの要求実現に向けた発言や政治革新運動のリーダーとして活動。「憲法を守る婦人の会」の活動に30年以上携わった。

## 著書

### 単著
- レトリック 日本人の表現 共文社, 1966
- 女は生きる 名前が語る女の歴史 三省堂新書, 1968
- 花と詩の旅 芸艸堂, 1970
- 働く婦人の講座 7 働く婦人の人間関係 汐文社, 1972
- 女・人間として その生き方を考える 文研出版, 1974
- ふるさとの花こよみ京都 芸艸堂, 1975
- 日本語の裏方 講談社, 1978
- 日本人の名前 大修館書店, 1979
- 暮らしの京ことば 朝日選書, 1979
- 日本語と女 岩波新書, 1979
- 暮らしのことばと心 大月書店, 1980
- 過ぎたれど去らぬ日々 わが少女期の日記抄 大月書店, 1981

　（NHKドラマ人間模様・いつか来た道, 1983　原作　本人役三田寛子）
- 室町時代語の表現 清文堂出版, 1983
- 東北発信 大月書店, 1984
- 永遠の水汲むわが母 弥生書房, 1984
- 思いは深く 朝日新聞社, 1986
- はんなりほっこり 新日本出版社, 1987
- ことばづかいの昭和史 岩波書店, 1988 (岩波ブックレット)
- 京都町なかの暮らし 草思社, 1988
- 章子のことば教室 かもがわ出版, 1989 (かもがわブックレット)
- 出会いに生きる 私のこころ暮らし 海竜社, 1991
- 京に暮らすよろこび 草思社, 1992
- 想父記 呼びかわす声 人文書院, 1993
- 京の思い道　草思社, 1994
- 出会いの地紀伊田辺 寿岳家との深いかゝわり 吉田弥左衛門, 1995 (続々々田奈部豆本)
- ひとりで暮らすということ 海竜社, 1995
- 湖北の光 草思社, 1995
- ひたすら憲法 岩波書店, 1998
- 京都、大好き。 ぱる出版, 1999

### 共編著
- 文体の科学 樺島忠夫 綜芸舎, 1965
- 日本の文章資料 樺島忠夫共編 綜芸舎, 1967
- 国語表現法概説 樺島忠夫 有精堂出版, 1968
- 双六 伝統的な日本の遊び 小西四郎,村岸義雄共著 徳間書店, 1974
- 向日庵抄物集 清文堂出版, 1987
- 父と娘の歳月 寿岳文章 人文書院, 1989
- 無答責と答責 戦後五〇年の日韓関係 祖父江孝男共編 御茶の水書房, 1995
- 「女・子供」の目 千田夏光共著 蕗薹書房, 1997

## 演じた人物
- 三田寛子 『ドラマ人間模様 いつか来た道』（NHK）- 役名は「曽我昭子」[5]